# Pic Echo
Pour les articles homonymes, voir Écho.
Le pic Echo (en anglais : Echo Peak) est un sommet montagneux situé dans le parc national de Yellowstone, dans le comté de Park au Wyoming aux États-Unis. Il culmine à une altitude de 2 942 m.
Son nom fait référence à son remarquable écho.